# Faroeses
Os faroeses ou feroeses (feroês: føroyingar) são um pequeno povo nórdico que habita as Ilhas Faroé, um país situado no Oceano Atlântico, entre a Escócia, a Noruega e a Islândia. Têm origem nórdica e céltica, e falam faroês, uma língua germânica relativamente próxima do islandês e mais distante do norueguês, dinamarquês e sueco. Cerca de 50 000 faroeses vivem nas Ilhas Faroé e uns 30 000 noutros países.    

As Ilhas Faroé, no Atlântico Norte

A maioria da população vive principalmente da pesca e da construção e reparação de barcos, e em menor grau da criação de ovelhas e de uma pequena agricultura. O nível de vida é relativamente alto.
A maioria é protestante de matriz luterana.

## Faroeses destacados
- Turið Torkilsdóttir
- Sigmundur Brestisson
- Niels Ryberg Finsen
- Naddodd